# Gábor Zavadsky
Gábor Zavadsky (10 de setembro de 1974 - 7 de janeiro de 2006) foi um futebolista profissional húngaro que atuava como meia.

## Carreira
Gábor Zavadsky representou a Seleção Húngara de Futebol nas Olimpíadas de 1996.

## Falecimento
Faleceu em 2006, quando atuava Apollon Limassol do Chipre por embolismo.